# 유럽 회계감사원

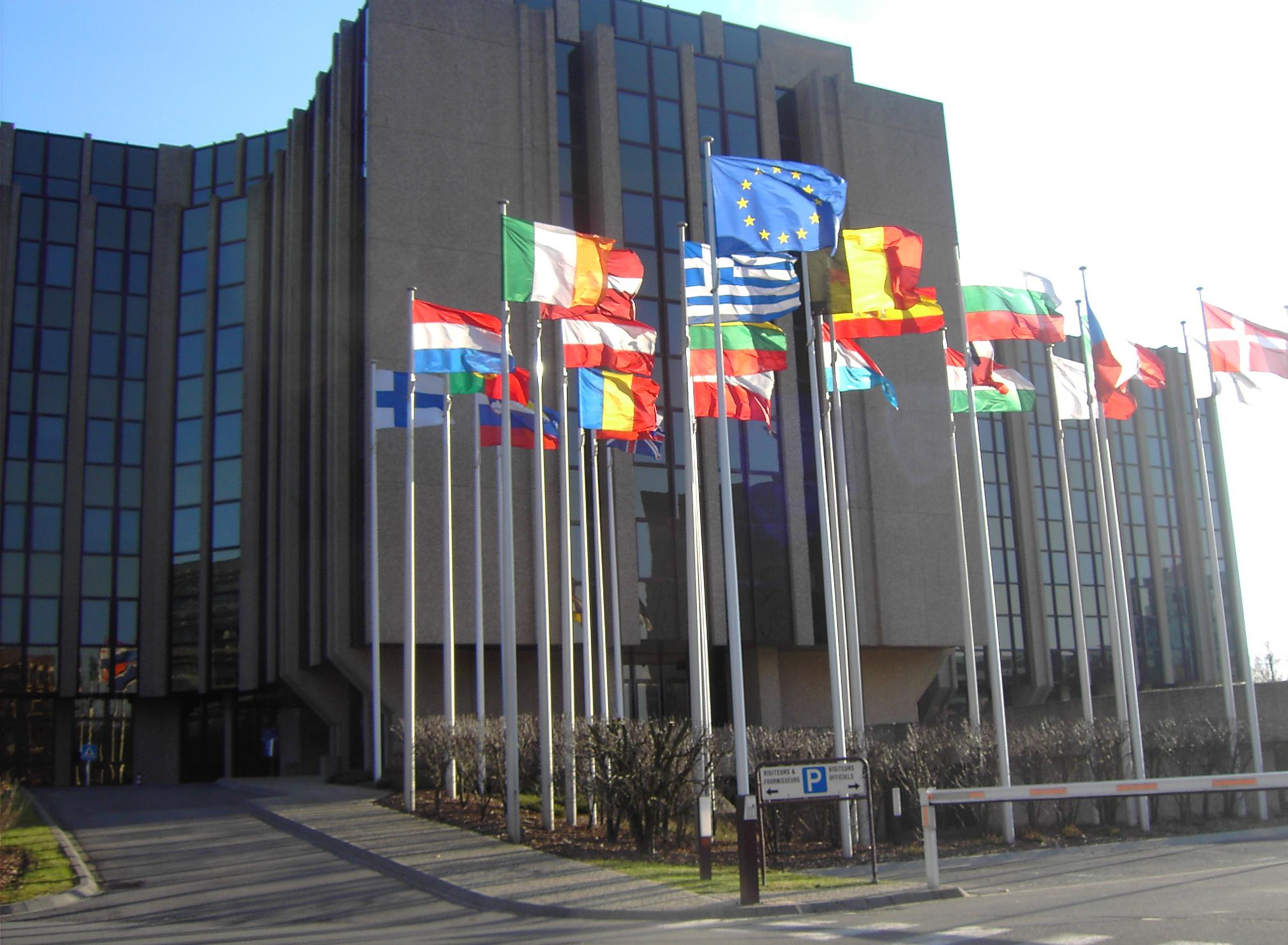
룩셈부르크의 건물

유럽 회계 감사원(-會計監查員, European Court of Auditors)는 유럽 연합의 기구 중 하나이다. 룩셈부르크에 본부가 위치하고 있다.

## 역사
유럽 회계 감사원은 1975년의 예산 조약에 따라 1977년 10월 18일 공식적으로 설립되었다. 일주일 뒤 첫 회의가 개최되었다. 당시 회계 감사원은 공식 기관이 아니었다. 유럽 공동체 재정의 회계 감사를 위한 외형이었다. 이후 별도의 두 기관으로 대체되었는데, 하나는 유럽 경제 공동체와 유럽 원자력 공동체의 재정을 처리하였고 다른 하나는 유럽 석탄 철강 공동체의 재정을 처리하였다.

## 같이 보기
- 미국 회계감사원
- 중화인민공화국 심계서